# Аксіоматика Біркгофа
Аксіоматика Джорджа Біркгофа — це система із чотирьох аксіом евклідової геометрії. У формулюванні аксіом використовується поняття дійсного числа. Тому аксіоматика Біркгофа нагадує введення евклідової геометрії за допомогою моделі.

## Історія
Біркгоф брав участь у написанні шкільного підручника з використанням цієї системи аксіом. Ця система вплинула на ту систему аксіом, яка була розроблена School Mathematics Study Group для американської школи.

## Аксіоми
Аксіома І. Множина точок {\displaystyle \{A,B,...\}} на довільній прямій допускає бієкцію на множину дійсних чисел {\displaystyle \{a,b,...\}}, причому так, що {\displaystyle |AB|=|b-a|}  для всіх точок А і В.
Аксіома ІІ. Існує одна і тільки одна пряма ℓ, якій належать довільні дві різні точки Р та Q.
Аксіома ІІІ. Множина променів {ℓ, , ,…} з початком в будь-якій точці O допускає бієкцію на множину дійсних чисел по модулю 2{\displaystyle \pi } так, що коли A та B - точки (відмінні від О) на променях ℓ і m відповідно, то різниця  {\displaystyle a_{m}-a_{l}(mod2\pi )} для променів ℓ та  m дорівнює {\displaystyle \angle AOB}. Крім того, якщо точка B на m рухається неперервно вздовж прямої p, яка не містить вершину О, то число  {\displaystyle a_{m}} також змінюється неперервно.
Аксіома IV. Припустимо, що два трикутника ABC та A'B'C' такі, що {\displaystyle |A'B'|=k|AB|},  {\displaystyle |A'C'|=k|AC|} для деякого дійсного числа k > 0  та {\displaystyle \angle B'A'C'=\pm \angle BAC(mod2\pi )}, тоді {\displaystyle |B'C'|=k|BC|}, {\displaystyle \angle A'C'B'=\pm \angle ACB(mod2\pi )}, {\displaystyle \angle C'B'A'=\pm \angle CBA(mod2\pi )}.